# 雪鐵芋
雪鐵芋（學名：Zamioculcas zamiifolia Engl.），又名為金錢樹。是多年生常綠草本植物，是極為少見的帶地下塊莖的觀葉植物。地上部無主莖，不定芽從塊莖萌發形成大型複葉，小葉肉質具短小葉柄，堅挺濃綠；地下部分為肥大的塊莖。羽狀複葉自塊莖頂端抽生，葉軸面壯，小葉在葉軸上呈對生或近對生。佛焰花苞綠色，船形，肉穗花序較短。
原產於非洲東部雨量偏少的熱帶草原氣候區，於1997年引入中國。雪鐵芋是室內觀葉植物，有淨化室內空氣之用。其新抽的羽狀複葉幾乎每次都是2枚，一長一短、一粗一細，故又有“龍鳳木”之別稱，並象徵寓意：招財進寶、榮華富貴。

## 生長習性
性喜暖熱略幹、半陰及年均溫度變化小的環境，適宜在20℃至32℃生長，生長期澆水應“不乾不澆，澆則澆透”。比較耐乾旱，但畏寒冷，忌強光暴晒，怕土壤粘重和盆土內積水，如果盆土內通透不良易導致其塊莖腐爛。
要求土壤疏鬆肥沃、排水良好、富含有機質、呈酸性至微酸性。萌芽力強，剪去粗大的羽狀複葉後，其塊莖頂端會很快抽生出新葉。

## 主要價值
1. 風水學意義。金錢樹是很吉祥的植物。確實，金錢樹是非常有名的風水植物。金錢樹十分適宜放在辦公室裡。金錢樹植株新抽的羽狀複葉有“龍鳳木”的別稱，十分奇特。金錢樹複葉上的橢圓形或卵圓形小葉，質地厚實，濃綠可愛。如果將數株合栽於一個精緻的青花瓷盆中，就會給人一種蓬勃向上、蔥翠欲滴的感覺。最適合擺放辦公桌上，適合開幕、升遷，預示著給人們帶來滾滾財運。同時，金錢樹調節濕氣的功能還能在辦公室發揮作用，開著空調的辦公室有著幾盆金錢樹會變得更健康。
2. 淨化空氣。金錢樹可以通過光合作用吸收毒氣釋放氧氣，給你帶來新鮮的空氣。種植金錢樹，在白天的時候，它可以吸收房間的二氧化碳，同時放出氧氣，讓室內的空氣中負離子濃度增加，甚至可以吸納連吸塵器也難以吸到的灰塵。而更重要的是，它還可以吸收甲醛、苯系物等有害氣體，殺滅空氣中的細菌。在這個過程中有效地淨化空氣，增加空間中的綠色氣氛，讓人心曠神怡，精神振奮，真是家裡的天然氧吧。另外，金錢樹可以調節周圍的濕氣，特別適用擺在空調房裡。開著空調容易乾燥，一盆金錢樹可以平衡環境還保護你的皮膚。
3. 觀賞價值。從審美角度仔細端詳金錢樹植株，其新抽的羽狀複葉幾乎每次都是2枚，一長一短、一粗一細，每一枚偶數羽狀複葉都呈葉軸基部碩壯的狀態，彷彿是挺起的佛肚。葉軸的中上部則呈圓柱形，上有不規則的暗褐色斑紋，宛若外被一層迷彩衣。其複葉上的橢圓形或卵圓形小葉，質地厚實，葉色濃綠，在陽光下彷彿塗上一層閃閃發光的釉彩。如果將數株合栽於一個精緻的青花瓷盆中，則有一種蓬勃向上的生機、蔥翠欲滴的活力。

## 植物危害
天南星科植物會流出含有草酸鈣的乳汁，所以會有刺激性，它的葉汁沾在敏感皮膚上，五官，牙床，會腫脹。植物鹼造成體質敏感者不適。
其實許多有毒植物，只要不拿來做涼拌菜，就不會對人產生任何危害。即使不少有毒植物種植在公共場所內，也不必太擔心。其實植物都是有兩面性的，只要有效地利用，它就對公共環境有利。這些植物分泌的有毒物質只有達到一定的量才會產生副作用，只要少觸碰，不誤食，不要讓汁液觸碰到傷口處，就不會對人體產生危害。